# ATLAS (experiment)

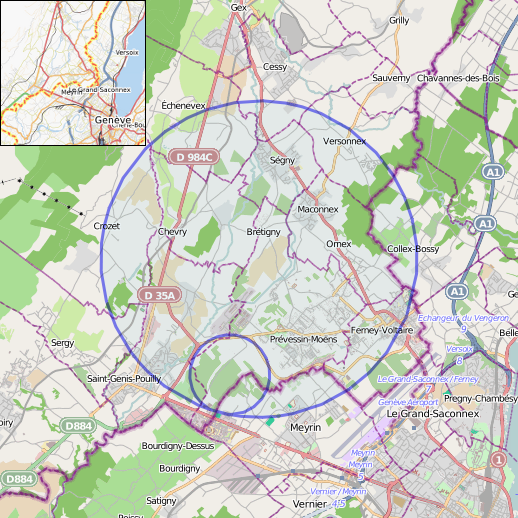
Ligging ten noorden van Genève

Schema van de LHC met de kleinere injectieringen voor de deeltjes en de diverse detectors in de hoofdring

ATLAS, wat staat voor A Toroidal LHC ApparatuS, is een van de zes deeltjesdetectorexperimenten die plaatsvinden in de Large Hadron Collider (LHC), een deeltjesversneller van het CERN in Zwitserland. De andere experimenten zijn ALICE, CMS, TOTEM, LHCb en LHCf. ATLAS is 46 meter lang en 25 meter in diameter en weegt ongeveer 7000 ton.
Het project omvat ongeveer 2000 wetenschappers en technici van 165 instellingen in 35 landen. De voltooiing van de bouw was gepland voor juni 2007, maar vond plaats medio april 2008. Het experiment is bedoeld om verschijnselen die gepaard gaan zeer zware deeltjes, die niet waarneembaar waren met behulp van eerdere versnellers met lagere energieën, te onderzoeken en kan licht werpen op de nieuwe theorieën in de deeltjesfysica van het standaardmodel, en daarbuiten.
De ATLAS collaboration, de groep van natuurkundigen die de detector ontwierp en bouwde en de metingen uitvoert en analyseert, werd opgericht in 1992, toen de voorgestelde EAGLE ( Experiment voor Accurate Gamma, Lepton en  Energy Metingen) en ASCOT ( Apparaat met Super COnducting Toroids) samenwerkingen hun samenwerking begonnen in de opbouw van een enkele deeltjesdetector voor algemeen gebruik voor de Large Hadron Collider. Het ontwerp was een combinatie van deze twee eerdere ontwerpen, alsmede de detector onderzoek en ontwikkeling, dat was gedaan voor de Superconducting Supercollider. Het ATLAS-experiment werd voorgesteld in zijn huidige vorm in 1994, en officieel gesubsidieerd door de CERN-landen vanaf 1995. Aanvullende landen, universiteiten en laboratoria kwamen er in de daaropvolgende jaren bij, en verdere instellingen en natuurkundigen melden zich tot op heden. De werkzaamheden van de bouw begonnen op de individuele instellingen, en detectoronderdelen werden verscheept naar CERN en gemonteerd in de ATLAS experimentele put vanaf 2003.

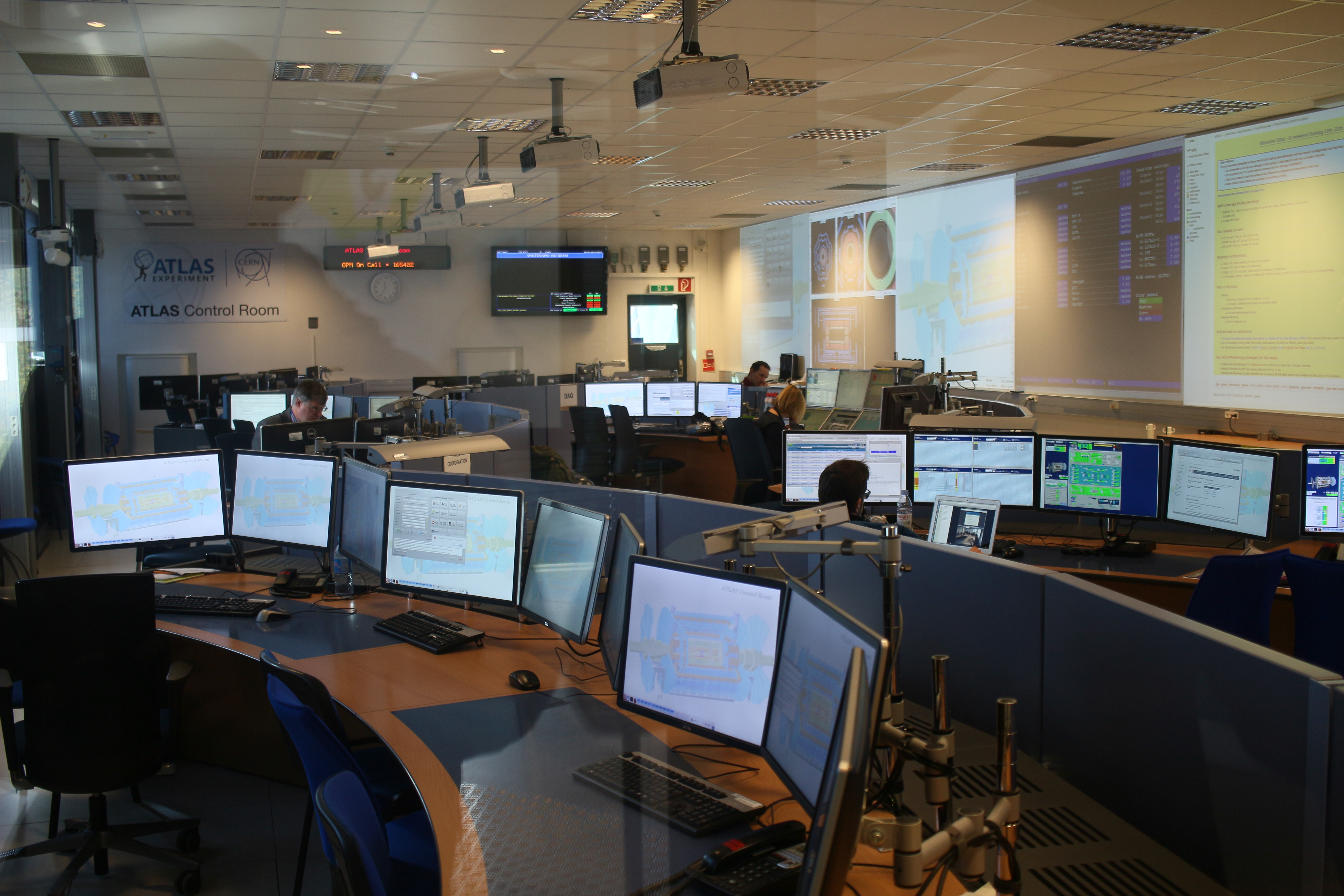
CERN 2016

ATLAS is bedoeld als een algemene detector. Als de bundels protonen die worden geproduceerd door de Large Hadron Collider in het midden van de detector botsen, kan een verscheidenheid van de verschillende deeltjes met een breed spectrum van energieën worden geproduceerd. In plaats van zich te concentreren op een bepaald fysisch proces, is ATLAS ontworpen voor het meten van de breedst mogelijke waaier van signalen. Dit is gedaan om ervoor te zorgen dat ongeacht hoe nieuwe fysische processen of deeltjes zich gedragen, ATLAS in staat zal zijn om hun eigenschappen te bepalen. Experimenten op eerdere versnellers, zoals het Tevatron (Fermilab) en de Large Electron-Positron Collider (CERN), zijn ontworpen op basis van een vergelijkbare filosofie. De unieke uitdagingen van de Large Hadron Collider, met zijn ongekende energie en met zeer hoge snelheid van botsingen, stellen strengere eisen aan ATLAS dan aan welke detector ooit gebouwd.

## Achtergrond

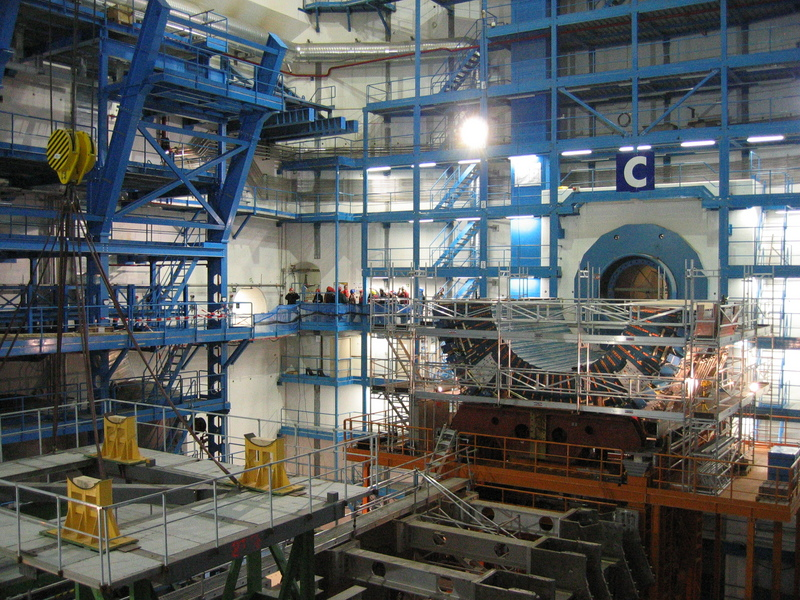
ATLAS experiment detector in aanbouw in oktober 2004 in de experimentele put; de huidige status van de bouw kan hier worden gezien. Let op de mensen op de achtergrond, voor de schaal.

Het eerste cyclotron, een vroeg soort deeltjesversneller, werd gebouwd door Ernest O. Lawrence in 1931, met een straal van slechts een paar centimeter en een deeltje van energie van 1 MeV. Sindsdien zijn versnellers enorm gegroeid in de zoektocht naar nieuwe deeltjes met steeds grotere massa. Met de groei van versnellers, is ook de lijst van bekende deeltjes dat voor onderzoek in aanmerking komt steeds verder gegroeid. Het meest uitgebreide model van interacties tussen deeltjes is het Standaardmodel van de deeltjesfysica. Met de belangrijke uitzondering van het Higgs boson, zijn alle door het model voorspelde deeltjes waargenomen. Hoewel het standaard model het bestaan voorspelt van quarks, elektronen en neutrinos, verklaart het model het verschil in massa tussen deze deeltjes niet. Als gevolg van deze schending van de "natuurlijkheid" geloven de meeste natuurkundigen in de mogelijk dat het Standaard Model zal breken op energieniveaus boven de huidige energiegrens van ongeveer een TeV (gehaald op het Tevatron). Indien een dergelijke buiten-het-Standard-Model fysica wordt waargenomen, hoopt men een nieuw model, dat identiek is aan het Standaard Model op energie tot nu toe, kan worden ontwikkeld om de deeltjesfysica bij hogere energieën te beschrijven. De meeste van de thans voorgestelde theorieën voorspellen nieuwe zware deeltjes, waarvan men hoopt dat sommige niet te licht zullen blijken te zijn om te worden gedetecteerd door ATLAS. In de Large Hadron Collider (LHC) botsen twee bundels protonen op elkaar, elk proton met een energie van ongeveer 7 TeV; dit is genoeg energie om deeltjes te produceren met massa's die tot ongeveer tien keer groter zijn dan de deeltjes die momenteel bekend zijn - ervan uitgaande dat deze deeltjes bestaan.
Deeltjes die zijn geproduceerd in versnellers moeten ook worden gedetecteerd en dat is de taak van deeltjesdetectoren. Hoewel interessante verschijnselen kunnen optreden wanneer protonen botsen is het niet voldoende om deze te slechts produceren, zij moeten ook worden gemeten. Deeltjesdetectoren moeten worden gebouwd voor het waarnemen van deeltjes, hun massa, impuls, energie, lading, en spin. Met het oog op de identificatie van alle deeltjes geproduceerd op het interactiepunt, waar de deeltjesbundels botsen, worden detectoren meestal ontworpen in schillen. De lagen bestaan uit verschillende soorten detectoren, ieder voor het waarnemen van specifieke soorten deeltjes en eigenschappen. De verschillende sporen die deeltjes achterlaten in elke laag van de detector maakt het mogelijk de deeltjes te identificeren en nauwkeurige metingen te doen van energie en impuls. Met de toename van energie van de deeltjes in versnellers, moeten ook de detectoren groeien om metingen op deeltjes te kunnen uitvoeren, en hun hogere impuls te kunnen stoppen. ATLAS is de grootste detector ooit gebouwd voor een deeltjesversneller.